# Ореховня
Орехо́вня — деревня в Износковском районе Калужской области Российской Федерации, административный центр сельского поселения «Деревня Ореховня»

## Физико-географическое положение
Деревня Ореховня находится на северо-западе Калужской области, на границе с Смоленской областью. Расстояние до Калуги: 122 км, до Москвы: 269 км, до Износок 11 км. Рядом располагаются деревни Буканово (6км) и Кузнецово (6км).

## Этимология
Название происходит от славянского имени «Орех», образовалось добавлением просторечного окончания «ня» к корню «Орехов», то есть Орехово селение.

## История
Центр древней волости Ореховня.
В 1843-ом году деревня принадлежит капитан-лейтенантше Варваре Сергеевне Сухотиной.

## Население
| 2002 | 2010 |
| ---- | ---- |
| 195  | ↘172 |

## Известные уроженцы
Ковалёв, Николай Николаевич (10 декабря 1914 — 	5 октября 1986) — старшина Рабоче-крестьянской Красной Армии, участник Великой Отечественной войны, Герой Советского Союза (1944).